# Tamara Tíjonova
Tamara Ivánovna Tíjonova –en ruso, Тамара Ивановна Тихонова– (Kovaliovo, URSS, 13 de junio de 1964) es una deportista soviética que compitió en esquí de fondo. 
Participó en los Juegos Olímpicos de Calgary 1988, obteniendo tres medallas, oro en los 20 km y el relevo (junto con Svetlana Nagueikina, Nina Gavryliuk y Anfisa Reztsova) y plata en los 5 km.
Ganó cinco medallas en el Campeonato Mundial de Esquí Nórdico entre los años 1985 y 1991.

## Palmarés internacional
| Juegos Olímpicos   | Juegos Olímpicos       | Juegos Olímpicos  | Juegos Olímpicos |
| Año                | Lugar                  | Medalla           | Prueba           |
| ------------------ | ---------------------- | ----------------- | ---------------- |
| 1988               | Calgary (Canadá)       | Medalla de oro    | 20 km            |
| 1988               | Calgary (Canadá)       | Medalla de oro    | Relevo 4 × 5 km  |
| 1988               | Calgary (Canadá)       | Medalla de plata  | 5 km             |
| Campeonato Mundial |                        |                   |                  |
| Año                | Lugar                  | Medalla           | Prueba           |
| 1985               | Seefeld (Austria)      | Medalla de oro    | Relevo 4 × 5 km  |
| 1989               | Lahti (Finlandia)      | Medalla de plata  | Relevo 4 × 5 km  |
| 1989               | Lahti (Finlandia)      | Medalla de bronce | 10 km            |
| 1991               | Val di Fiemme (Italia) | Medalla de oro    | Relevo 4 × 5 km  |
| 1991               | Val di Fiemme (Italia) | Medalla de bronce | 10 km            |